# ديفيد أوين نوريس
ديفيد أوين نوريس (بالإنجليزية: David Owen Norris)‏ هو معلم موسيقى وملحن وعازف بيانو بريطاني، ولد في 16 يونيو 1953 في نورثامبتون في المملكة المتحدة.

## وصلات خارجية
- ديفيد أوين نوريس على موقع ميوزك برينز (الإنجليزية)
- ديفيد أوين نوريس على موقع أول ميوزيك (الإنجليزية)
- ديفيد أوين نوريس على موقع ديسكوغز (الإنجليزية)